# Бауський район
Бауський район (латис. Bauskas rajons) - район Латвії. Межує з Айзкраукльським, Єлгавським, Ризьким, Огрським районами Латвії та Литвою.
Адміністративний центр району — місто Бауска.
Площа району — 1 880 км².
| Латвія | Це незавершена стаття з географії Латвії. Ви можете допомогти проєкту, виправивши або дописавши її. |